# Hôtel Demoret et chapelle Babute
L'hôtel Demoret et la chapelle Babute sont situés sur la commune de Moulins (France).

## Localisation
L'hôtel et la chapelle sont situés sur la commune de Moulins, dans le département de l'Allier, en région Auvergne-Rhône-Alpes.

## Galerie

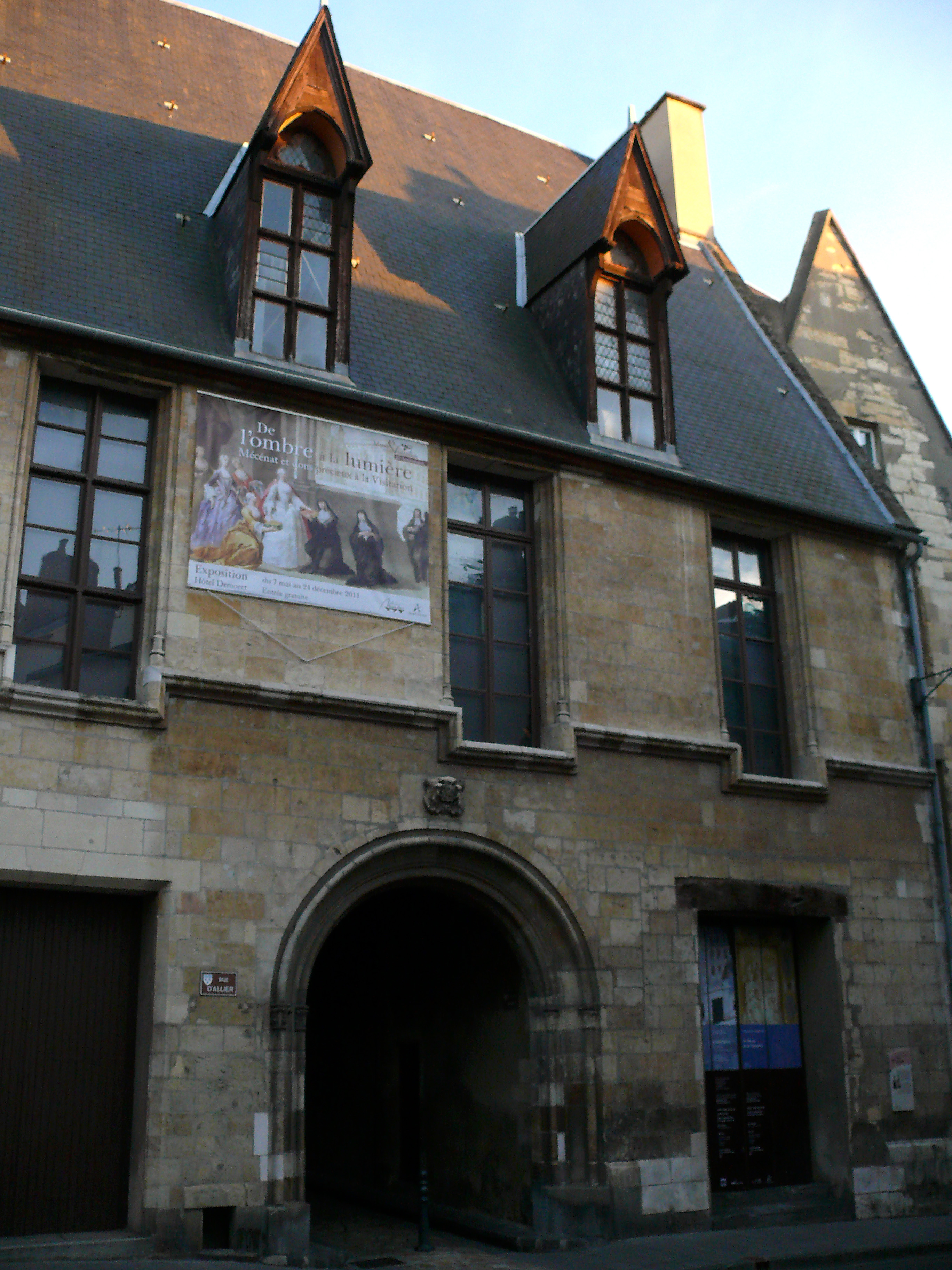
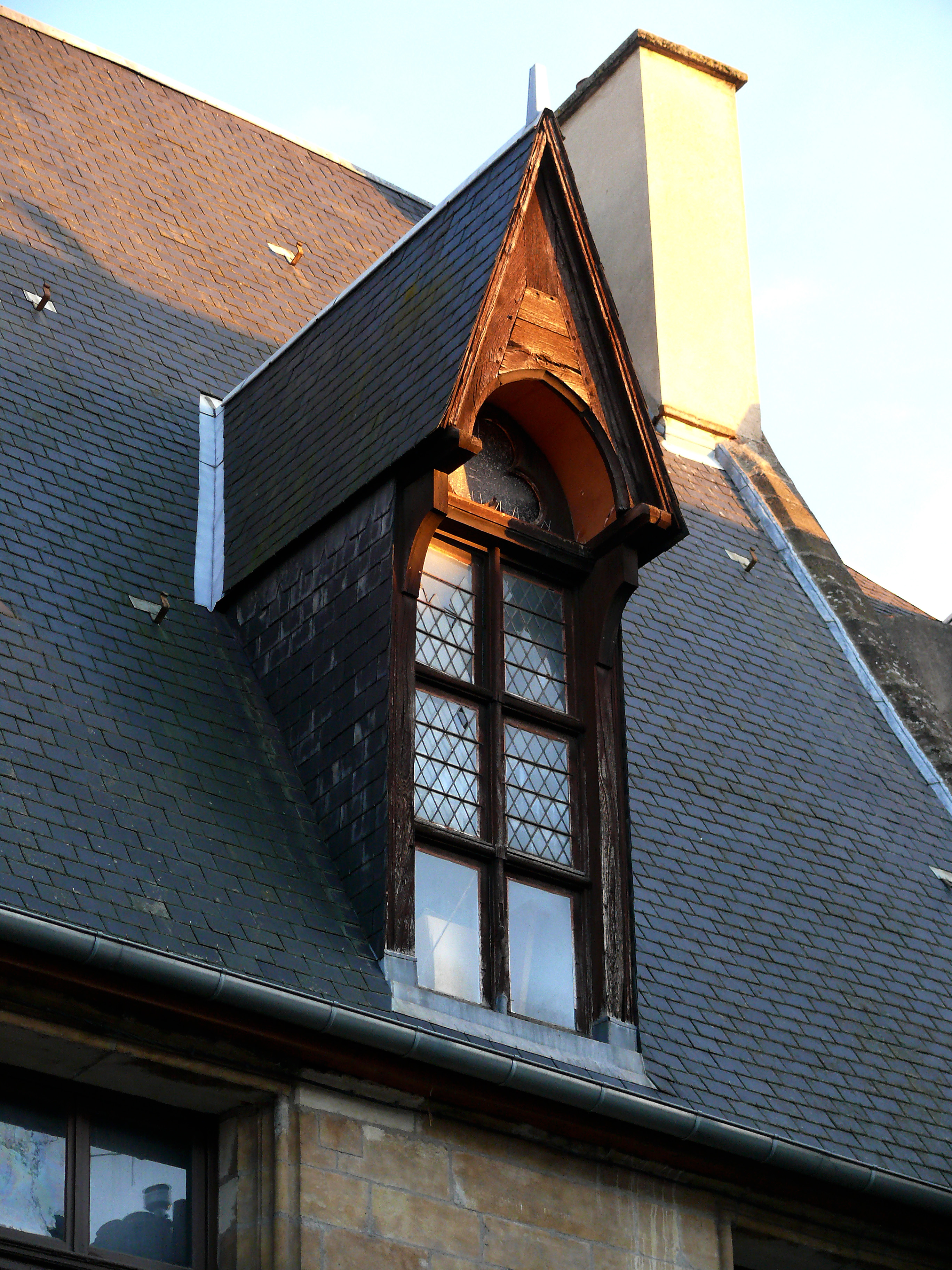
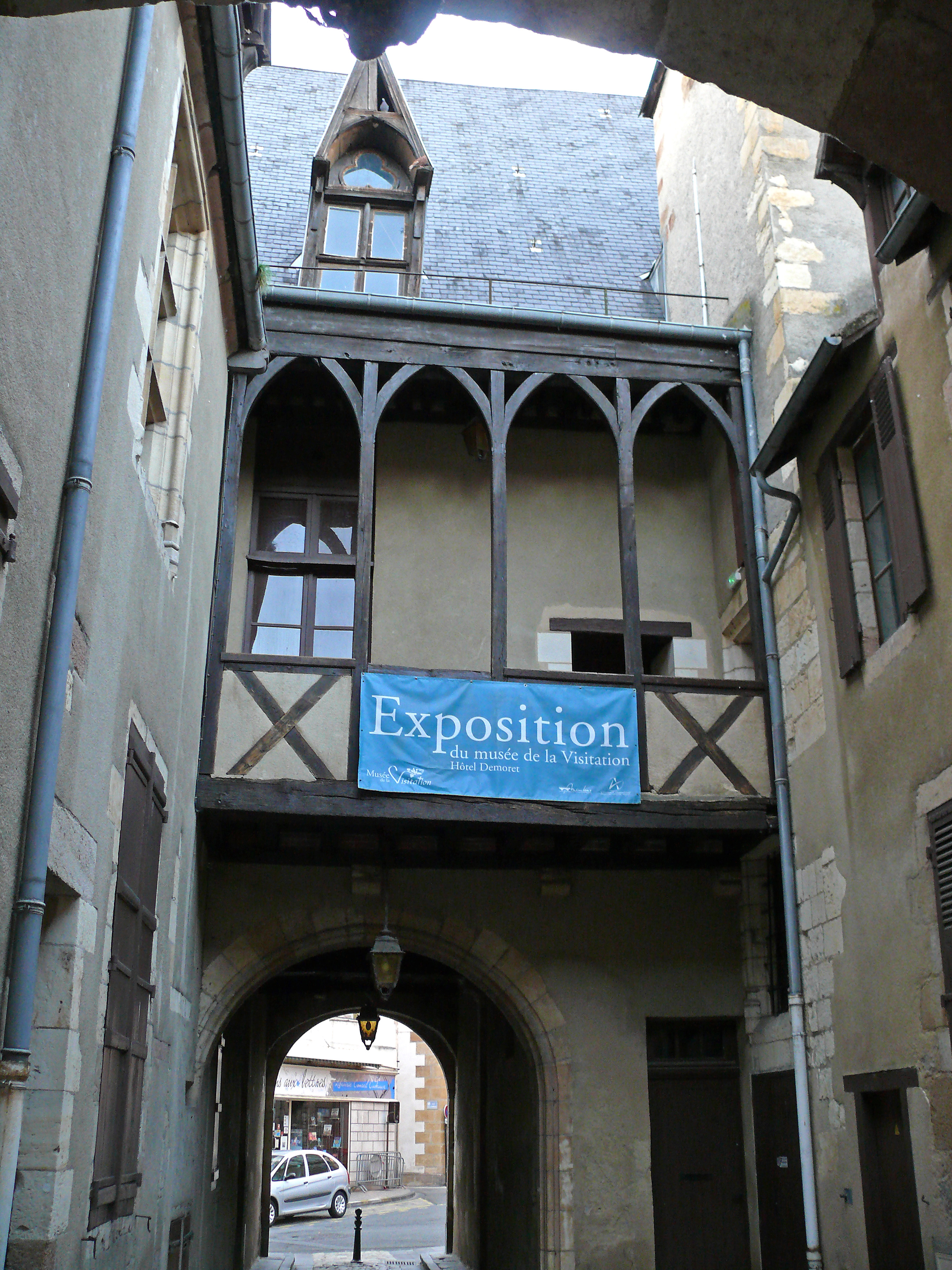
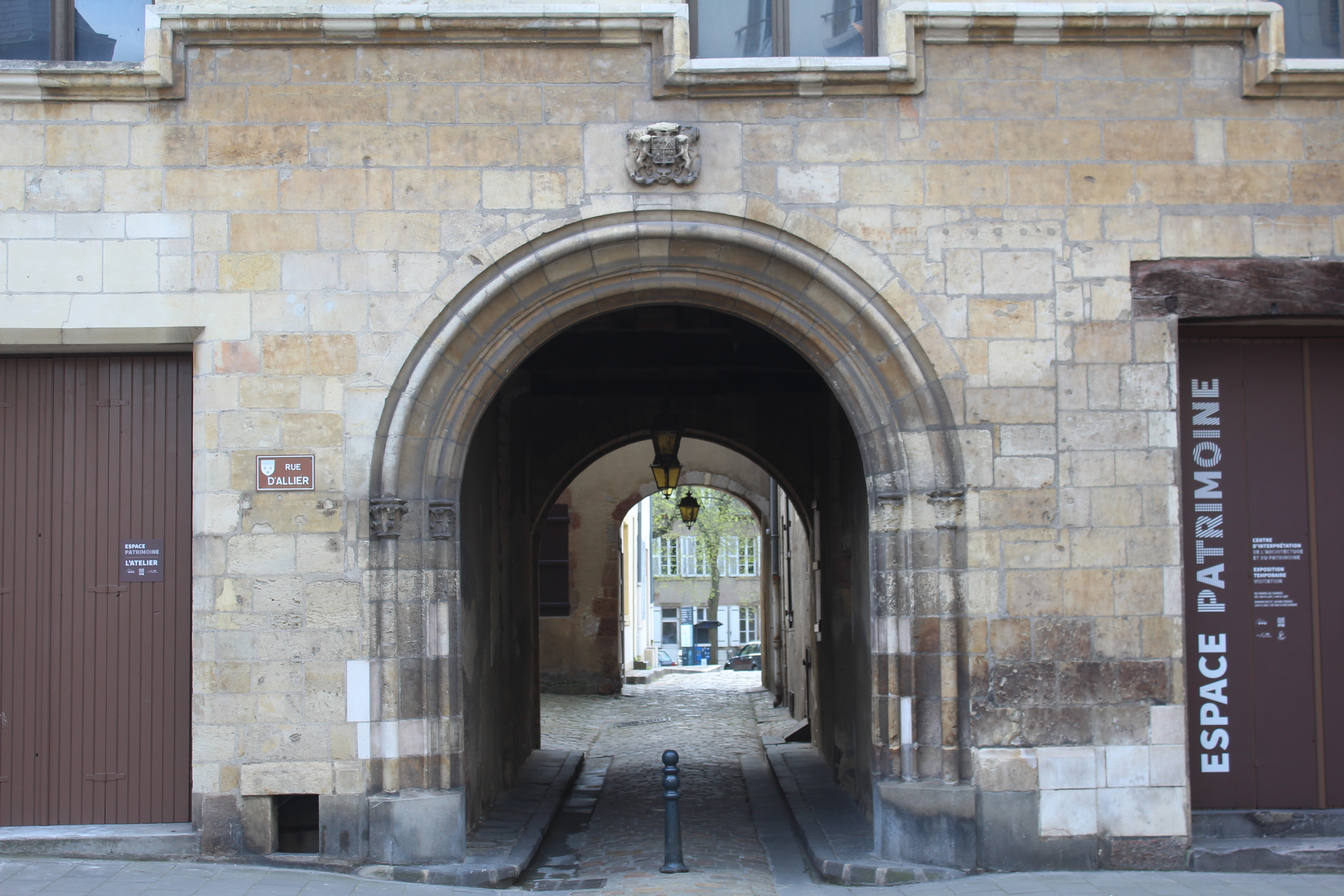
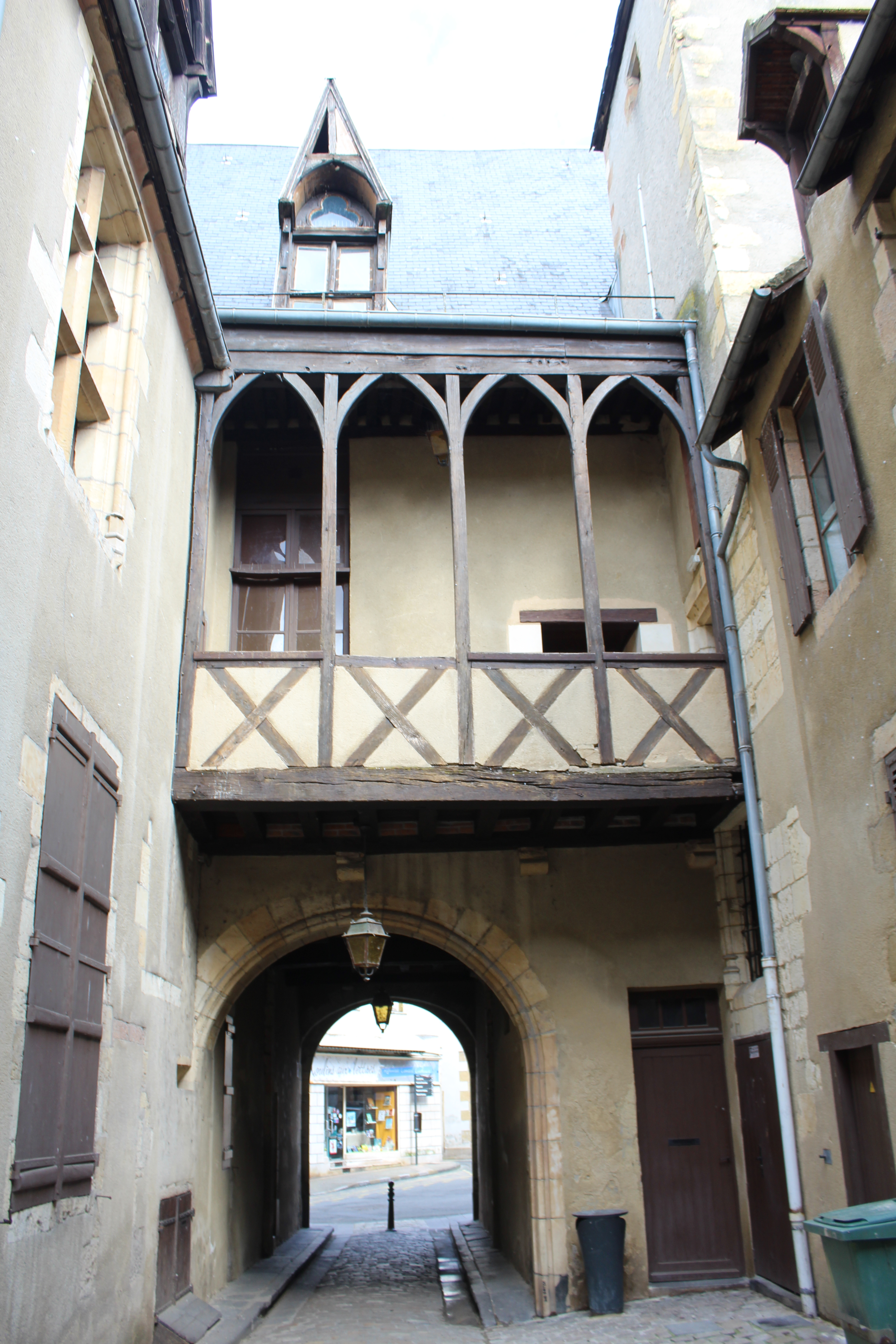
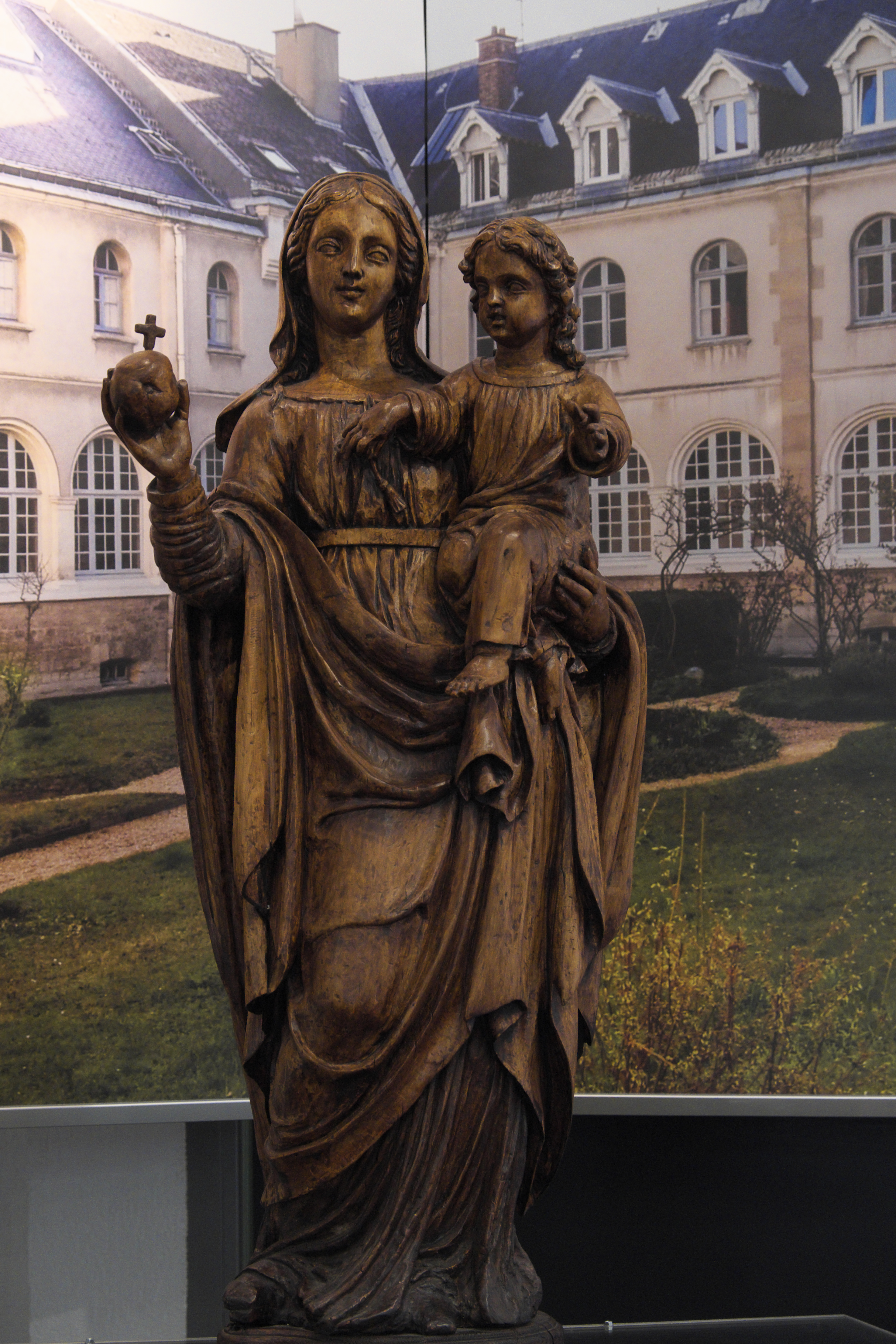

## Description
Hôtel bourgeois des XIVe siècle et XVe siècle, construit pour Jean Babute, maître d'hôtel du duc Louis II de Bourbon. La façade sur rue comprend, au rez-de-chaussée, la grande ouverture moulurée du passage couvert ; au premier étage, trois fenêtres au-dessus d'un cordon qui se décroche sous leurs appuis. En toiture, deux lucarnes élancées. Sur la cour intérieure, escalier et restes d'une galerie en pan de bois.

## Historique
L'hôtel et la chapelle sont inscrits au titre des monuments historiques par arrêté du 29 mars 1929.